# Heteromysis inflaticauda
Heteromysis inflaticauda är en kräftdjursart som beskrevs av Wang 1998. Heteromysis inflaticauda ingår i släktet Heteromysis och familjen Mysidae. Inga underarter finns listade i Catalogue of Life.